# Thomas Zika
Thomas Zika (* 1963 in Haan) ist ein deutscher Fotograf.

## Leben
Thomas Zika studierte Fotografie an der Fachhochschule Dortmund, Kommunikationsdesign an der Bergischen Universität Wuppertal und Freie Kunst an der Hochschule der Angewandten Künste in Wien. Seit 1992 arbeitet er als freier Fotograf und Künstler. Zika unterrichtet seit 2001 Fotografie und Kunst im Rahmen von Lehraufträgen an der Universität Wuppertal, Ecosign Akademie für Gestaltung Köln, und der Freien Akademie der Bildenden Künste in Essen. Er wurde in die Deutsche Fotografische Akademie DFA berufen. Seine Arbeiten sind mit verschiedenen nationalen und internationalen Preisen und Stipendien ausgezeichnet worden. Zika lebt und arbeitet in Essen.

## Werk
Der Fokus seines künstlerischen Interesses liegt im intermedialen Reflektieren der Bedingungen unserer Wahrnehmung von Wirklichkeit. In Künstlerbüchern und Ausstellungen hat er Wahrnehmungs- und Welterklärungsmodelle mit verschiedenen visuellen Konzeptionen und Bildsprachen untersucht. Bei seinen künstlerischen Projekten haben konzeptionelle und experimentelle Bildfindungsstrategien stets eine große Rolle gespielt. Seine Vorgehensweise basiert auf der intensiven Beschäftigung mit historischen und medientheoretischen Positionen. 
Er benutzt den Begriff Placebo als Metapher für das Verhältnis zu Bildern und für das Verhältnis von Bildern zur realen Welt. Er vergleicht die Scheinwirkung des Medikaments mit der Schein-Wirkung des fotografischen Bildes. Diesem blinden Fleck an der Schnittstelle zwischen konkret und abstrakt gilt sein fotografisch-künstlerisches Schaffen; indem er visuelle Information an Nicht-Information heranführt, schafft er Oszillationsfiguren, die auf etwas außerhalb der reinen Abbildung verweisen. Ebendiesen Prozess zeigt er auch exemplarisch im Prozess der künstlerischen Aneignung bereits medialisierter Bilder: refotografierte, weiterbearbeitete, in neuen Kontexten präsentierte Bilder werden aus ihren herkömmlichen Inhalten gelöst und gewinnen neue Bedeutung in medienreflexiven Zusammenhängen.

## Ausstellungen
| Einzelausstellungen (Auswahl): - Galerie Neii Licht, Dudelange, Luxemburg - Künstlerverein Malkasten, Düsseldorf, - Galerie Poller, Frankfurt, - Goethe-Institut, Brüssel, - Galerie Van Kranendonk, Den Haag, - Galerie Obrist, Essen, - Galerie Edward Cella, Los Angeles. | Wesentliche Gruppenausstellungen (Auswahl): - „Quinze en Europe“, Théatre de la photographie et de l’image, Nizza; - „Unsolid icons“, Goethe-Institut, Plovdiv, Bulgarien; - „Laureats of Programme Mosaique“, Month of Photography, Bratislava; - „Naturae“, Kunsthaus Essen; - „Images against war“, Galerie Lichtblick, Köln; - „de l'Europe“, Aciérie Dudelange, Luxemburg; - „Transforming Photography“, Galerie Edward Cella, Los Angeles |